# Armenak Alachachian
Armenak Alachachian (russe : Арменак Алачачян, né le 25 décembre 1930 à Alexandrie, en Égypte et mort le 4 décembre 2017 à Toronto) est un joueur de basket-ball Arménien évoluant au poste de meneur.

## Biographie
Meneur de jeu créatif, Armenak Alachachian dirige le CSKA Moscou à son premier titre de champion d'Europe en 1961. Il remporte deux autres titres européens en 1963 et 1965 avant de mettre un terme à sa carrière.
Aleksandr Gomelski, alors directeur sportif du CSKA, lui demande de prendre le poste d'entraîneur du CSKA à la fin des années 1960. Alachachian mène le club au titre de champion d'Europe en 1969, faisant de lui le premier homme à gagner le titre de champion d'Europe en tant que joueur et entraîneur.
Armenak Alachachian est membre de la sélection soviétique, remportant quatre titres de champions d'Europe en 1953, 1961, 1963 et 1965, ainsi qu'une médaille d'argent lors des Jeux olympiques 1964.